# Colonia Rosa Maltoni Mussolini
La Colonia Rosa Maltoni Mussolini è situata sul litorale pisano, in località Calambrone, nel tratto di costa compresa tra Tirrenia e Livorno, nel viale Tirreno 80. Il vasto complesso edilizio, sorto in origine come colonia estiva, è stato oggetto di un piano di recupero che ha portato, negli anni immediatamente successivi al 2000, alla creazione di una struttura a carattere residenziale - ribattezzata Regina del Mare - per il rilancio turistico della zona.

## Storia
Il complesso della Colonia Rosa Maltoni Mussolini (dal nome della madre di Mussolini) per i figli dei postelegrafonici e dei ferrovieri, venne commissionato direttamente dal ministro Roberto De Vito all'ingegner Angiolo Mazzoni, Ispettore Principale del Servizio Lavori e Costruzioni della Direzione Generale delle Ferrovie dello Stato, che lo progettò tra il 1925 e il 1926.
Nel 1931 i lavori risultavano terminati, ma l'inaugurazione avvenne solo il 14 luglio 1933.

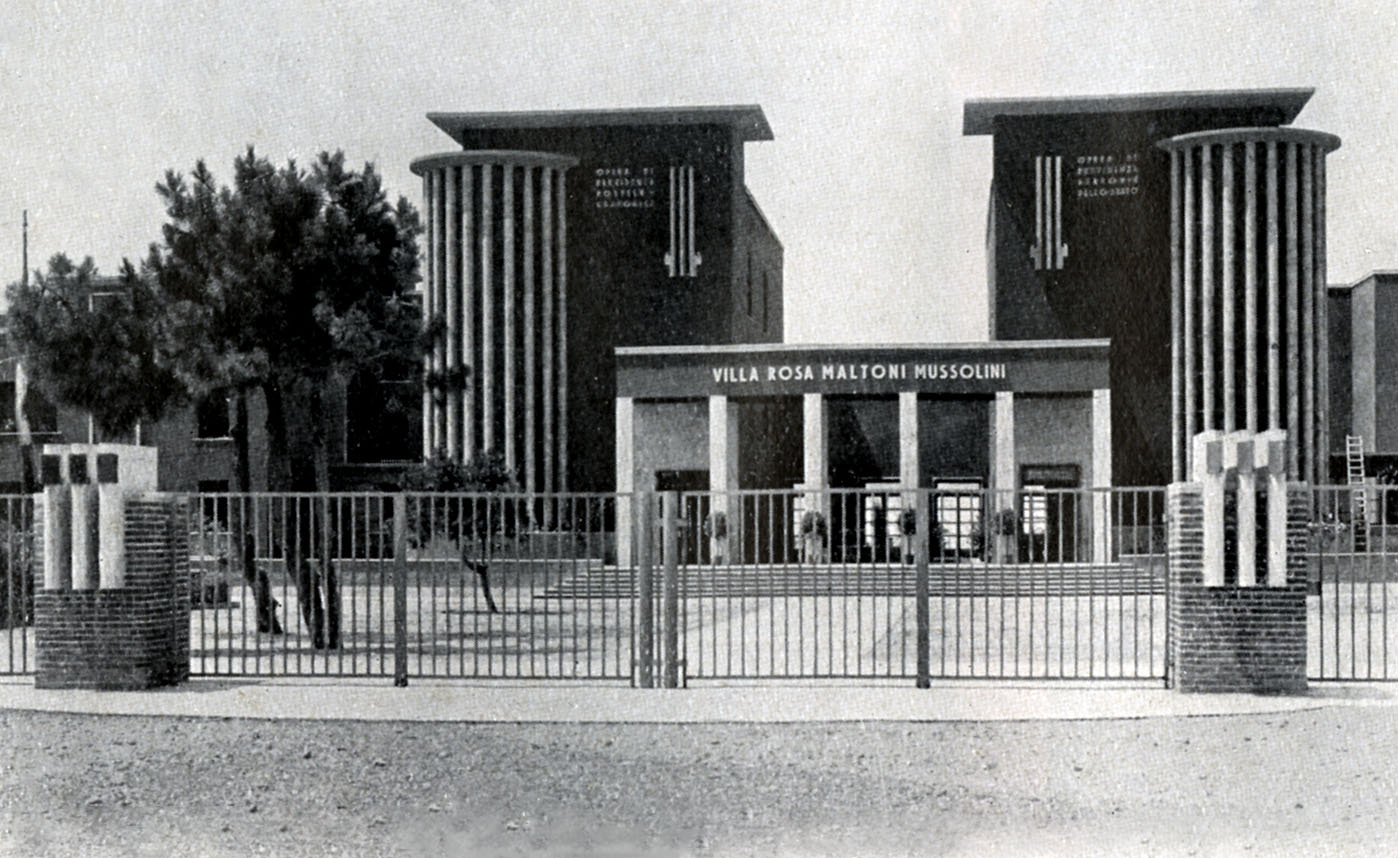
Villa Rosa Maltoni Mussolini in una foto del 1938

Il 19 agosto 1933 l'opera fu visitata dal ministro e dalle autorità di Livorno; precedentemente era stata ammirata dall'architetto Manlio Costa, da un entusiasta Marinetti e da Prampolini.
Nell'estate del 1933 il complesso fu usato come colonia, mentre dal 1º ottobre dello stesso anno cominciò a funzionare il collegio.
La cappella, all'interno di uno degli edifici del settore Postelegrafonici, non era ancora compiuta alla fine del 1933 ed i dormitori, risultati insufficienti, furono ampliati tra il 1934 e il 1935.
Nel maggio 1935 venne realizzata l'esedra sud destinata a dormitorio estivo.
Perfettamente simmetrico, il complesso era diviso in due settori, per i Postelegrafonici a sud e per i Ferrovieri a nord; rispetto al progetto originale, l'esedra che doveva concludere il settore nord non fu mai realizzata.
Dopo il 1946, con l'abolizione del Ministero delle comunicazioni, la proprietà dell'enorme complesso venne divisa in due porzioni uguali tra il Ministero delle Poste e Telegrafi e il Ministero dei trasporti, spartizione sancita con la costruzione della recinzione che taglia esattamente a metà il padiglione di ingresso, cancellando l'organicità architettonica del complesso stesso e distruggendo alcuni elementi importanti, come la Fontana con pesce opera dello scultore Francesco Buonapace, posta tra i propilei sull'asse del percorso di accesso.
Nel 1964 la parte sud venne venduta alla Pontificia Opera Assistenza di Trento, divenuta poi Charitas Tridentina, che ne mantenne l'uso di colonia estiva con un'ottima conservazione degli edifici.
La metà a nord, gestita fino al 31 maggio 1994 dall'O.P.A.F.S., è stata usata per qualche anno come soggiorno estivo per disabili, subendo numerosi adattamenti funzionali. Successivamente inutilizzata e ridotta in stato di abbandono, passò di competenza del Servizio Produzione di Firenze dell'Ente Ferrovie dello Stato.

## Descrizione
Il complesso della colonia, con i suoi circa 100.000 metri cubi di volume fabbricato, è il più grande tra i numerosi complessi destinati a soggiorno estivo che sorgono nel tratto di litorale tra Marina di Pisa e Livorno.
Compresa tra il viale litoraneo, su cui si aprono i due ingressi preceduti da uno slargo, e la spiaggia, a cui accede direttamente, la colonia sorge all'interno di un'area recintata di forma trapezoidale, in parte con pineta.
Scarsamente visibile dalla strada, è segnalata dalla presenza delle due torri-serbatoio riportate alla loro tonalità rosso "fulminante", che emergono come richiamo sugli altri edifici costituendo il tratto caratteristico della colonia stessa.
L'intero complesso, fortemente articolato, è sviluppato in direzione parallela al mare con un asse di simmetria trasversale segnato dal portico d'ingresso tra due palazzine-propilei.
Gli edifici, collegati tra loro da passaggi interni e da percorsi esterni pavimentati, sono disposti in una lunga fila divisa in due settori perfettamente speculari comprendenti ciascuno la palazzina d'ingresso, il corpo allungato già adibito a scuola, l'edificio dei dormitori posto trasversalmente a quest'ultimo e rivolto verso la spiaggia, ed infine un corpo a pianta mistilinea con due testate semicircolari, adibito a servizi e spazi comuni (cucine, refettorio, ricreazione e teatro).
Isolate sono invece le due costruzioni delle portinerie di destra e di sinistra, l'edificio del garage, le due torri sopracitate e l'edificio ad esedra all'estremità meridionale del complesso, originariamente diviso in dormitori ed uffici e che nel progetto originale avrebbe dovuto trovare il suo doppio all'estremità opposta.
L'edificio dell'ingresso principale presenta un impianto ad U, con i due bracci laterali collegati sul retro da un basso padiglione e sul davanti da un portico architravato sostenuto da pilastri rivestiti in travertino e soffittatura a cassettoni in cemento.
In origine, il cortile interno era decorato dalla citata Fontana con pesce in mattoni e travertino.
Vicino al suddetto cortile si trova l'edificio un tempo denominato "Meloria"; esso presenta al centro del fronte rivolto verso la spiaggia un volume semicilindrico sporgente come una prua rispetto alla facciata, che si articola su tre piani fuori terra e che è segnata dalle lunghe fasce dei balconi su cui affacciano le camerate interne.
All'interno questo fabbricato si presenta come l'edificio forse più raffinato del complesso, con i tre grandi vani del corpo centrale, illuminati dalla suggestiva luce proveniente dalle vetrate degli infissi, collegati dalla scalinata in marmo sviluppata su tre rampe con la rampa centrale libera tra due pilastri.
Al primo piano si trovava la biblioteca, mentre al piano superiore si apriva la cappella.
L'ambiente della cappella conserva in parte la sistemazione volute dal Mazzoni: le pareti laterali sono foderate in tessere di mosaico ceramico a strisce orizzontali bianche e nere fino all'altezza dell'affaccio superiore, una sorta di matroneo. La zona dell'abside in origine era interamente vetrata: successivamente fu in parte tamponata, ma i recenti restauri hanno ripristinato la configurazione iniziale.
Negli ultimi anni, prima del recupero, questo locale era adibito a sala riunioni, mentre la chiesa era ricavata nell'ex palestra, posta al centro dell'edificio ad esedra dei dormitori (denominato "Dolomiti").
Rispetto alla palazzina d'ingresso, simmetrico al "Meloria" è un edificio progettato per i dormitori, che tuttavia presenta alcune varianti planimetriche; qui infatti, a differenza del padiglione "Meloria", non si trova un corpo avanzato semicircolare, ma un volume arretrato che ospita al suo interno un lungo corridoio che attraversa il fabbricato da est ad ovest.
Assai vasto risulta poi il corpo delle ex scuole, denominato "Quercianella", che si pone parallelamente alla costa; è caratterizzato da un lungo fronte traforato da due file di ampie finestre rettangolari.
Dalle scuole si accede al padiglione "Centrale", dove Mazzoni realizzò il teatro a pianta rettangolare, con testata semicircolare aperta con grandi infissi vetrati verso la pineta.
Adiacente al teatro era il refettorio, che replica nell'impianto la forma del teatro stesso, dilatandosi dimensionalmente verso l'esedra del padiglione "Dolomiti".
Originariamente il blocco "Dolomiti", che con la sua pianta semicircolare chiude il l'area meridionale della colonia, era concepito come un'unica grande camerata divisa in due settori dal corpo centrale e caratterizzato al centro dal volume avanzato della palestra. Questo padiglione, come detto, non trova un simmetrico nella parte nord, confinante con l'area della Colonia Regina Elena.
Tuttavia, l'elemento più suggestivo e caratteristico dell'intero complesso rimangono le due torri-serbatoio che sorgono isolate tra gli edifici dei dormitori e le cucine, nel lato verso la spiaggia. Esse sono percorse da una scala elicoidale esterna e sono un elemento caro all'architettura del Mazzoni, che ne ripeté l'impianto per i serbatoi della Stazione Termini a Roma, cominciata intorno al 1939.

## Architettura
Con la rivalutazione, a partire dagli anni settanta, della produzione architettonica di Angiolo Mazzoni, si è riallacciato il filo rosso della fortuna critica del complesso del Calambrone, decretata già durante la sua stessa realizzazione: nel maggio 1934 il ministro Roberto De Vito comunicava infatti al progettista che il Calambrone era oggetto di continua ammirazione e gli inviava 5000 Lire di premio.
Nello stesso anno Pediconi parla di una "distinta e chiara articolazione planimetrica", di un alzato "movimentato nelle masse, ricco di piacevoli punti di vista e giocato con intelligenza nelle altezze", di una architettura "di carattere moderno" arricchita dalla ricerca "di una sobria decorazione che vale a toglierle quel carattere utilitario, quella nota di freddezza che spesso si rileva in edifici moderni del genere".
Anche l'architetto Manlio Costa, in seguito alla visita dell'agosto 1933 in compagnia di Prampolini e di Marinetti, aveva scritto che la colonia "è cosa veramente riuscita anche per la difficile ambientazione di un'opera di così vaste proporzioni architettoniche" e riportava l'ammirazione di Marinetti, il quale aveva ravvisato nei "colori sgargianti" e nello "splendore geometrico" degli edifici un forte richiamo futurista.
Ma più che i temi del Futurismo, la critica recente ha ravvisato nella colonia del Calambrone, nel rapporto apparentemente casuale dei grandi volumi puri degli edifici col paesaggio marino e soprattutto in certi attributi architettonici come le torri-serbatoio simmetriche, una chiara poetica metafisica "singolarmente consonante a certe pitture di quegli anni" (si vedano ad esempio La gran torre di Giorgio de Chirico e Dopo il tramonto di Carlo Carrà), all'interno della quale tuttavia è riconoscibile il "concreto riferimento" al "realismo costruttivo" di Willem Marinus Dudok e della scuola olandese.
Per quanto riguarda l'impianto planimetrico, con i diversi volumi sapientemente distribuiti tra la pineta e la spiaggia lungo un asse longitudinale, è stata sottolineata l'interessante similitudine con le ville imperiali suburbane dell'architettura classica.

## La colonia nel cinema
La Colonia Rosa Maltoni Mussolini appare in due pellicole cinematografiche: in Tutti a casa di Luigi Comencini (1960) è trasformata in una caserma dell'Esercito, mentre più recente è la pellicola B.B. e il cormorano (2003), dove è possibile osservare scorci del complesso edilizio prima dell'avvio degli ultimi restauri.